# Launcelot and Elaine
Launcelot and Elaine è un cortometraggio muto del 1909 diretto e interpretato da Charles Kent. È conosciuto anche con il titolo Lancelot and Elaine.

## Produzione
Il film fu prodotto dalla Vitagraph Company of America.

## Distribuzione
Distribuito dalla Vitagraph Company of America, il film - un cortometraggio in una bobina - uscì nelle sale cinematografiche statunitensi il 13 novembre 1909.